# 戈阿索
戈阿索是加納的城鎮，位於該國西南部，是阿哈福大區的首府，植被非常豐富，居民的主要職業是農業，盛產可可豆和糧食作物。